# Шафир, Михаэль
Михаэль Шафир (рум. Michael Shafir, 4 января 1944, Бухарест — 9 ноября 2022) — румынско-израильский политолог. Его описывают как «одного из ведущих аналитиков антисемитизма и подхода к Холокосту в восточно-центральной Европе».
Шафир родился в Бухаресте, Румыния. Он иммигрировал в Израиль во время коммунистического периода в Восточной Европе, а затем вернулся в Румынию в 2005 году. С тех пор и до выхода на пенсию он преподавал на факультете европейских исследований Университета Бабеша — Бойяи в Клуж-Напоке; в 2012 году он подарил свою коллекцию библиотеке Октавиана Гоги округа Клуж.
Шафир умер 9 ноября 2022 года в возрасте 78 лет.

## Труды
- Shafir, Michael. Romania, Politics, Economics, and Society: Political Stagnation and Simulated Change :  [англ.]. — L. Rienner Publishers, 1985. — ISBN 978-0-931477-02-7.[7][8][9]
- Michael Shafir. Between Denial and "comparative Trivialization": Holocaust Negationism in Post-communist East Central Europe (англ.). — Hebrew University of Jerusalem, Vidal Sassoon International Center for the Study of Antisemitism, 2002.[10]

Историк румынского еврейства Ливиу Ротман назвал книгу «„Между отрицанием и тривиализацией“. Отрицание Холокоста в посткоммунистических странах Центральной и Восточной Европы» «настоящей энциклопедией» отрицания Холокоста. В книге рассматриваются три формы отрицания, распространённые в посткоммунистических государствах: откровенная, уклончивая (минимизация участия собственной нации) и селективная (комбинация двух первых).